# 南赤道海流
南赤道海流（みなみせきどうかいりゅう、英: South Equatorial Current）は、南東貿易風によって生ずる海流で、東から西に流れている。太平洋・インド洋・大西洋のそれぞれの大洋に見られる。
その範囲は南緯20度以北で、北側の境界は赤道を越えて北緯3度付近に存在する。これは貿易風の赤道に対する非対称性に起因するといわれている。しかし、最近の調査によれば南半球にも北半球と同様に赤道反流帯があって、南赤道海流は北半球まで広がっているのではなく、赤道のごく近くには南北両赤道海流とは別に、東から西に向かう海流が存在するという。赤道海域の海流についてはなお調査すべき点が多いが、従来知られている特徴を挙げると、大西洋における南赤道海流の一部はブラジル北東岸を北上し、北大西洋のカリブ海に入り、北赤道海流とともにフロリダ海流の源流となること。太平洋では北半球の夏にニューギニアの北方を経て北緯5度付近で北赤道海流と直接接触すること。インド洋では南半球の夏にとくに強勢になることである。